# Plebejus bipuncta
Plebejus bipuncta är en fjärilsart som beskrevs av Bright och Leeds 1938. Plebejus bipuncta ingår i släktet Plebejus och familjen juvelvingar. Inga underarter finns listade i Catalogue of Life.